# NGC 6429
NGC 6429 é uma galáxia espiral barrada (SBa) localizada na direcção da constelação de Hercules. Possui uma declinação de +25° 21' 03" e uma ascensão recta de 17 horas, 44 minutos e 05,3 segundos.
A galáxia NGC 6429 foi descoberta em 2 de Julho de 1864 por Albert Marth.